# Ramamurti Rajaraman
Ramamurti Rajaraman (Tamil ராமமூர்த்தி ராஜாராமன்; * 11. März 1939 in Coimbatore, damals Britisch-Indien, heute Indien; † 12. Juli 2025) war ein indischer theoretischer Physiker.
Rajaraman studierte an der Universität Delhi mit dem Bachelor-Abschluss 1958 und wurde 1963 bei Hans Bethe an der Cornell University in theoretischer Kernphysik promoviert. Als Post-Doktorand war er am Tata Institute of Fundamental Research und an der Cornell sowie von 1967 bis 1969 Institute for Advanced Study (und nochmals 1973 bis 1975). 1969 bis 1976 war er Professor an der Universität Delhi, 1976 bis 1993 am Indian Institute of Science in Bangalore und ab 1994 Professor an der Jawaharlal Nehru University.
Er war Gastwissenschaftler an der Harvard University, am MIT, am CERN, an der Stanford University und der University of Illinois.
Er befasste sich mit dem Dreikörperproblem in der Kernphysik und anderen Problemen der kernphysikalischen Wenig- und Vielteilchenphysik, mit Quantenfeldtheorie und Hochenergiephysik der starken Wechselwirkung, theoretischer Elementarteilchenphysik, statistischer Mechanik und Solitonen, über die er eine Monographie schrieb. In den 1990er Jahren befasste er sich vor allem mit Problemen der Festkörperphysik wie dem Quanten-Hall-Effekt.
Außerdem befasste er sich mit Spaltmaterial in der Kernenergie besonders in Indien und Pakistan, der Zusammenarbeit der USA mit Indien auf kerntechnischem Gebiet, Unfällen mit Kernwaffen, nuklearer Abrüstung und Proliferation, ziviler Kernenergienutzung und ähnlichen Fragen. Mit Frank von Hippel leitete er den International Panel on Fissile Materials (IPFM), der einen jährlichen Bericht über Spaltmaterial veröffentlicht.
2014 erhielt er den Leo Szilard Lectureship Award und 1983 den Shanti-Swarup-Bhatnagar-Preis für Wissenschaft und Technologie. Er war Fellow der Indian Academy of Sciences und der Indian National Science Academy.

## Schriften
- Solitons and instantons : An introduction to solitons and instantons in quantum field theory, North Holland 1982
- India’s Nuclear Energy Programme : Future Plans, Prospects and Concerns. New Delhi: Academic Foundation, 2013